# カリフォルニア電力危機
カリフォルニア電力危機（カリフォルニアでんりょくきき）とは、2000年夏から翌年にかけてカリフォルニア州で、電力会社が十分な電力を供給できなくなり、停電が頻発した事態。

## 原因
1996年にカリフォルニア州で始まった電力自由化により小売りが1998年に自由化された。それらの政策の中に以下のようなものがあった。
1. 発電会社と電力販売（小売）会社の分離が進められた
2. 当面、電力会社の小売料金は凍結された
3. 大手電力会社（パシフィック・ガス＆エレクトリック、サザンカリフォルニア・エジソン、サンディエゴ・ガス＆エレクトリックの3社）には、卸売市場からの電力調達を義務づけられた

小売料金の凍結の理由としては、自由化にはもともと小売価格上昇の可能性もあるため、消費者が強く求めたことなどが挙げられる。

## 経緯
電力会社は州の環境規制により環境負荷の少ない電力を一定量割高で購入する義務が課されていたため、当初から自由化が経営上の負担になる懸念を持っていた。ITブームと好景気などにより、自由化以後のカリフォルニアの電力需要は事前の予想を上回ったにもかかわらず、発電事業者は発電所を新設すると州の厳しい環境規制により高コストになると考え、新設には消極的な姿勢だった。その上、既存の発電設備の運転停止なども手伝って電力消費量の増加より発電量の増加は大きく下回った。そのため、カリフォルニア州は、オレゴン州とワシントン州の雪解け水を元にした水力発電による余剰電力に依存していた。
2000年の夏に天然ガス価格の上昇、猛暑など様々な要因も重なって電力卸売価格が上昇を始め、州外からの電力調達設備が不十分だったために、ピーク時の料金が最高で7,500ドル/メガワット時にまでなった。この価格は消費電力1,200ワットのエアコン1時間分の電力の卸売価格が10ドル近い状態になる事を意味するが、電力会社は規制のためにこの卸売価格上昇を消費者に転嫁することができず逆ざや状態が発生した。発電会社は利益増加のために供給を抑えるとともに、長期契約より高値で売買できる短期の卸売に契約をシフトするなどの動きをみせた。2000年冬のオレゴン、ワシントンでの降雪量は例年に比して少なく、この為、2001年は、両州からカリフォルニアに回せる余剰電力も減少した。
更に、同時期にエンロンなどの電力取引会社による、モラルに反した価格引き上げを伴う取引もあったことが、後に明らかになった。
電力会社からの代金回収が危うくなった発電会社は、売り渋りを行うようになり、発電会社から十分な電力を調達出来なくなった電力会社は大規模な輪番停電を行うにまで追い込まれた。
電力会社は逆ざやで経営を急速に悪化させ、2001年4月には大手電力会社3社の一つであるパシフィック・ガス＆エレクトリック社が破綻することとなった。また、価格を吊り上げて利益を得ていたエンロンも、パシフィック・ガス＆エレクトリック社の破綻で同社に対する数億ドルにも上る債権が回収不能となり、最終的に同年12月、粉飾決算が明るみに出て倒産した。

## 結果
この事態に、州政府は電力会社に代わり電気を購入することとなった。税金の投入による解決がはかられたこの年(2001年)の夏は冷夏で需要が少なかったため電力卸売価格が下落し、先渡し調達による損失まで出ている。2001年から州は、卸売価格の上限設定など制度改正を行った。
この電力危機にアメリカ経済の悪化も加わって州経済は悪化。当時の州知事であるグレイ・デービスに対するリコールが成立する原因の一つとなった。
このカリフォルニア電力危機は、電力価格の市場化が不十分であったことが大きな原因であると考えられている。その意味では、自由化しさえすれば良い（特に電力需要家にとってのコスト低下面）というものではなく、制度設計の方法によっては電力需要家の利益になるどころか負担となる教訓を残した。カリフォルニア州の環境規制の厳しさなどの要因もあるが、電力販売側にのみ著しく強い規制を加えるなどのシステムの欠陥が指摘されている。日本では規制緩和の流れを受け、電力自由化に向けた制度の議論をしていた時期に重なり、制度設計が積み残された課題となっている。